# Immanuel Röder
Immanuel Röder (* 7. Januar 1916 in Heilbronn; † 17. Oktober 1940 in Brandenburg-Görden) war, soweit bisher bekannt, das einzige Mitglied der Evangelischen Landeskirche in Württemberg, das in der NS-Zeit den Kriegsdienst verweigerte.

## Kindheit und Jugend
Immanuel Röders Eltern waren der Evangelist, d. h. Laienprediger in der Zeltmission, Karl Röder und seine Frau Mathilde Röder, geborene Springer. Immanuel Röder war das zweite von vier Geschwistern. Er wurde am 17. Februar 1916 in Heilbronn in der Südkirche getauft und in Korntal konfirmiert. 1925 zog die Familie Röder nach Korntal. Die Eltern wurden Mitglied der Evangelischen Brüdergemeinde Korntal. Die Familie Röder wohnte im Haus Neuhalde 46.
Immanuel Röder wurde in Heilbronn eingeschult. Ab der zweiten Klasse besuchte er die Grundschule in Korntal. Anschließend besuchte er die Höhere Knabenschule, die er mit der Mittleren Reife abschloss. Er hatte insgesamt durchschnittliche Schulnoten, aber er konnte sehr gut zeichnen und Klavier spielen.
Als Jugendlicher stand er dem Nationalsozialismus kritisch gegenüber. 1931 beschrieb er das Verhalten einiger Mitschüler während einer Klassenfahrt: „Wieder andere betätigen sich politisch, indem sie ihren Gefühlen Ausdruck geben und zum hundertsten Male das Hitlerlied anstimmen.“ Mit einem Onkel mütterlicherseits, der Mitglied in der NSDAP war, hatte Immanuel Röder offenbar immer wieder Konflikte.

## Fotografenschule und Reichsarbeitsdienst
Ab dem 1. September 1936 besuchte Immanuel Röder eine Fotografenschule in München. Am 25. August 1937 wurde er zum Reichsarbeitsdienst eingezogen und kehrte von dort Ende März 1938 nach Korntal zurück. Nach der Pogromnacht vom 9. auf den 10. November 1938 schrieb der 22-Jährige seiner Mutter auf einer offenen Postkarte: „Dieses Reich wird untergehen.“

## Kriegsdienstverweigerung und Flucht
Über die Jahre 1938 bis 1940 gibt es widersprüchliche Angaben aus seinem Familien- und Freundeskreis. Auch die Aktenlage ist trotz intensiver Recherchen nicht eindeutig. Wahrscheinlich sollte Immanuel Röder in den Wochen als der Zweite Weltkrieg begann zum Militärdienst eingezogen werden. Um dem Dienst an der Waffe zu entgehen, meldete er sich zum Dienst als Sanitäter. Sein Antrag wurde jedoch abgelehnt. Im September 1939 wurde er der 2. Batterie schwere Artillerie, Ersatzabteilung 43 zugeordnet. Ab 26. November 1939 der 3. Batterie Regiment 43 Landshut. Ab 15. Januar 1940 zurück in die 2. Batterie Artillerie, Regiment 43, jeweils als Kanonier. Zu Beginn des Dokuments liest man: „Diensteintritt nicht verzeichnet.“
Er entzog sich der Rekrutierung von München aus durch Flucht in die Tschechoslowakei. Der am 15. März 1939 begonnene Einmarsch deutscher Truppen mit dem Ziel der Zerschlagung der Rest-Tschechei machte seine Pläne zunichte. Er wurde aufgegriffen und in Haft genommen.

## Zuchthaus und Hinrichtung
Immanuel Röder wurde in Bayern in Haft genommen und von einem Militärgericht zu zwölf Jahren Zuchthaus verurteilt. Dieses Urteil erschien dem zuständigen Kommandeur zu milde; er legte Berufung ein. Daraufhin wurde Immanuel Röder nach Berlin gebracht und dort – vermutlich im Spätsommer 1940 – vom Gericht der Wehrmachtskommandantur wegen „Fahnenflucht gemäß Kriegssonderstrafrechtsverordnung“ zum Tode verurteilt. Das Urteil wurde am 17. Oktober 1940 im Zuchthaus Brandenburg-Görden vollstreckt.

## Gedenken

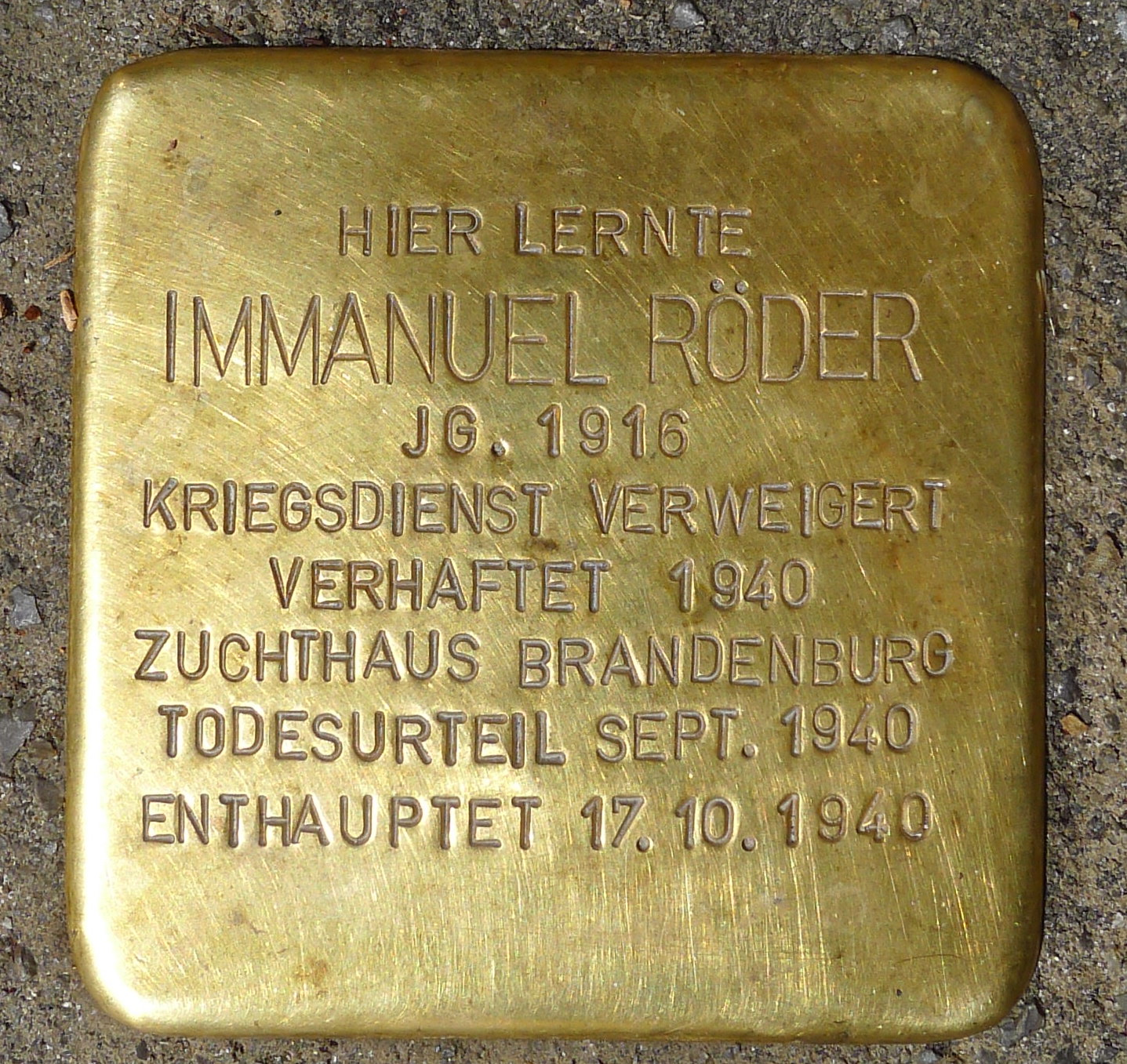
Stolperstein für Immanuel Röder

Ein Stolperstein für Immanuel Röder wurde in Korntal vor der Alten Lateinschule, der heutigen Musikschule, verlegt.